# Irakisch-türkische Beziehungen
Die Irakisch-türkischen Beziehungen sind das zwischenstaatliche Verhältnis zwischen dem Irak und der Türkei. Der Irak gehörte über mehrere Jahrhunderte zum Osmanischen Reich, bevor er durch den Ersten Weltkrieg für die Türken verloren ging und 1932 seine Unabhängigkeit vom Vereinigten Königreich erlangen konnte. Danach gestalteten sich die Beziehungen zwischen der Republik Türkei und dem Irak wechselhaft. So beteiligte sich die Türkei an der anti-irakischen Koalition während des Zweiten Golfkriegs 1991, weigerte sich jedoch 2003 ihr Staatsgebiet für amerikanische Angriffe während des Irakkriegs zur Verfügung zu stellen. Eine besondere Brisanz hat das Verhältnis beider Staaten durch die Präsenz der Kurden auf beiden Seiten der irakisch-türkischen Grenze. Die Türkei hat pragmatische Beziehungen zur Autonomen Region Kurdistan im Nordirak etabliert, sich jedoch gleichzeitig für die territoriale Integrität des Iraks ausgesprochen. Die Militäraktionen der Türkei auf irakischem Staatsgebiet gegen die militante kurdische PKK gaben jedoch Anlass für anhaltende Streitigkeiten zwischen beiden Ländern, auch wenn die politischen und wirtschaftlichen Beziehungen seit dem Sturz von Saddam Hussein deutlich intensiviert wurden.

## Geschichte

### Vorgeschichte

Provinzen Mossul, Bagdad und Basra im Osmanischen Reich

Mit der Eroberung des Irak durch Süleyman den Prächtigen im Jahr 1534 und der zweiten und endgültigen Einnahme Bagdads durch Sultan Murad IV. im Jahr 1638 ließen sich zahlreiche Türken – hauptsächlich aus Anatolien – im Irak nieder. Zusammen mit den Nachfahren früherer türkischer Einwanderungswellen bilden ihre Nachfahren die heutige Minderheit der irakischen Turkmenen. Über mehrere Jahrhunderte bildete der Irak ein umkämpftes Grenzland zwischen den Osmanen und Persien. Der Irak unter osmanischer Herrschaft war keine politische Einheit. Nach einer administrativen Reform im Jahr 1864 war er in die drei Vilâyet Mossul, Bagdad und Basra eingeteilt. Durch die Niederlage der Osmanen im Ersten Weltkrieg endete die Kontrolle über den Irak 1917/18, welcher ein britisches Mandat wurde. Die Region um Mossul mit ihren reichen Erdölvorkommen wurde von den Briten einige Zeit nach dem Waffenstillstand von Moudros besetzt, was zur Mossul-Frage führte. Die Osmanen und später die Republik Türkei als Nachfolgestaat forderten die Oberherrschaft über den Nordirak, mit der Begründung, dass dieser von Türken besiedelt sei (tatsächlich war er mehrheitlich kurdisch) und zur Zeit des Waffenstillstands noch unter osmanischer Herrschaft gestanden hatte. Es kam zu einem anhaltenden Streit mit den Briten, welcher auch durch den Vertrag von Lausanne (1923) nicht beigelegt werden konnte. Schließlich wurde eine Kommission des Völkerbunds mit der Klärung der Mossul-Frage beauftragt, die das Gebiet im Dezember 1925 den Briten zusprach. Um die Beziehungen zu den Westmächten nicht zu gefährden, akzeptierten die Türken diese Entscheidung schließlich.

### Zwischen 1932 und 1958
Den von den Briten eingesetzten irakischen Haschimitenkönig Ghazi I. und den türkischen republikanischen Staatsgründer Mustafa Kemal Atatürk verband ein gutes persönliches Verhältnis. Nach der Unabhängigkeit des Königreich Irak 1932 konnten beide Seiten offizielle diplomatische Beziehungen etablieren, nun ohne die Mediatisierung durch die Briten. Der Vertrag von Saadabad wurde am 8. Juli 1937 im Saadabad-Palast von Teheran zwischen dem Iran, dem Irak, Afghanistan und der Türkei unterzeichnet. Es handelte sich dabei weniger um einen Verteidigungspakt als vielmehr um einen Nichtangriffs- und Freundschaftspakt. Der 7. Artikel des Paktes war der wichtigste Artikel zwischen der Türkei und dem Irak. Gemäß diesem Artikel verpflichtet sich jedes Mitglied des Paktes, bewaffnete Gruppen in seinem Hoheitsgebiet, die eine Bedrohung für andere Mitgliedstaaten darstellen, abzuwehren. Diese Abmachung zielte vor allem auf die Eindämmung kurdischer Rebellen auf beiden Seiten der Grenze ab.
Nach dem Ende des Zweiten Weltkriegs veränderte sich die geopolitische Lage im Nahen Osten durch die Gründung Israels und das Aufkommen des Panarabismus grundlegend. Der Irak gehörte 1945 zu den Gründungsmitgliedern der Arabischen Liga und entsendete 1948 Truppen in den ersten arabisch-israelischen Krieg. Die Türkei trat dagegen 1952 der NATO bei und kooperierte auch mit Israel. Diese Differenzen hinderten beide Länder allerdings nicht daran, weiter zusammenzuarbeiten. Am 24. Februar 1954 unterzeichneten der Irak und die Türkei einen gegenseitigen Verteidigungsvertrag, den Bagdad-Pakt, der den sowjetischen Einflusses in der Region eindämmen sollte. Später, im Jahr 1955, traten der Iran, Pakistan und Großbritannien dem Bündnis bei. Die relativ prowestlich ausgerichtete Monarchie im Irak wurde jedoch durch einen Staatsstreich im Irak 1958 gestürzt. Die neue nasseristisch ausgerichtete irakische Regierung trat umgehend aus dem Bagdad-Pakt aus, was Ankara alarmierte. Die Türkei erwog sogar eine militärische Intervention im Irak, was allerdings von den USA abgelehnt wurde. Am 31. Juli 1958 erkannte die Türkei die neue Regierung im Irak schließlich an.

### Zwischen 1959 und 2003
Mit dem Militärputsch in der Türkei 1960 verstärkte sich die prowestliche außenpolitische Orientierung der Türkei, während der Irak sich unter der Baath-Partei dem Ostblock annäherte. Auch das Südostanatolien-Projekt verstärkte die Distanz zwischen beiden Ländern und führte zu Streitigkeiten um die Wassernutzung. Dies hinderte beide Seiten jedoch nicht daran, weiter zu kooperieren. Im August 1973 wurde ein Projekt für eine Erdölpipeline zwischen der Türkei und dem Irak, Kirkuk–Yumurtalık, gestartet, und das Projekt wurde am 3. Januar 1977 realisiert. Die Pipeline deckte in der Folgezeit zwei Drittel des türkischen Erdölbedarfs. Während des Iran-Irak-Kriegs zwischen 1980 und 1988 blieb die Türkei neutral und belieferte beide Seiten mit benötigten Waren, was zu einem Aufschwung des irakisch-türkischen Handels führte und die Türkei wirtschaftlich begünstigte. Die iranische Unterstützung für kurdische Rebellen im Nordirak zum Zwecke der Destabilisierung des Iraks führte jedoch auch zur Ausweitung des Kurdenkonflikts auf die Ostgebiete der Türkei. Mit dem irakischen Diktator Saddam Hussein vereinbarte die Türkei deshalb 1984 ein gemeinsames Vorgehen gegen die Kurden und die türkischen Streitkräfte begannen zur Bekämpfung der PKK auf irakischem Staatsgebiet aktiv zu werden.

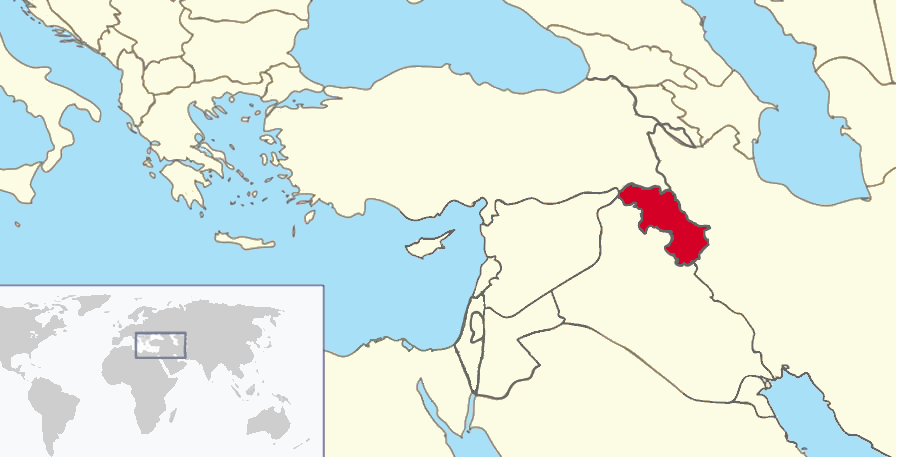
Lage der Autonomen Region Kurdistan

Die irakische Invasion in Kuwait am 2. August 1990 veränderte die bis dahin stabilen Beziehungen zwischen der Türkei und dem Irak radikal. Nach der Resolution 665 des UN-Sicherheitsrates erlaubte die Türkei den UN-Truppen, von ihren Luftwaffenstützpunkten aus Einsätze zu fliegen. Zur Befreiung Kuwaits entsendete die Türkei als Verbündeter der von den USA angeführten Koalition 50.000 eigene Soldaten in den Konflikt. Nach der Vertreibung der Iraker aus Kuwait konnten die Kurden im Nordirak mit Hilfe der Amerikaner eine autonome Zone etablieren. Dies zwang die Türkei dazu, Kontakte mit den kurdischen Unabhängigkeitsführern Dschalal Talabani und Masud Barzani aufzunehmen, während sie gleichzeitig immer wieder militärische Strafaktionen gegen die PKK auf dem Gebiet der Region Kurdistan durchführte. Die Beziehungen mit der Regierung von Saddam, die keine Kontrolle mehr über die gemeinsame Grenze ausübte, waren dagegen belastet. Die Türkei beteiligte sich an dem strikten Wirtschaftsembargo gegen den Irak, was einen Einbruch des Handels verursachte.

### Seit 2003
Obwohl Saddam kein Verbündeter Ankaras war, weigerte sich das türkische Parlament 2003 der Koalition der Willigen der US-Amerikaner im Irakkrieg beizutreten. Der Krieg war in der türkischen Bevölkerung sehr unpopulär. Die amerikanische Invasion stärkte die Autonomie der Kurden im Nordirak und die Amerikaner gingen nicht gegen die PKK im Nordirak vor, was in Ankara Besorgnis und Verärgerung auslöste. Die Türkei entwickelte in der Folgezeit eine neue Strategie: Kommunikation mit allen Gruppen im Irak. Sowohl mit Kurden als auch mit sunnitischen und schiitischen Arabern, was den Irak geeint halten soll. Der türkische Premierminister Recep Tayyip Erdoğan war 2008 der erste türkische Staatschef seit fast 20 Jahren, der Bagdad besuchte. Im April 2009 brachte Erdogan die strategischen Prioritäten der Türkei im Irak zum Ausdruck, indem er sich gegen eine Zerschlagung des Iraks aussprach. Die Grundlage des irakischen Staats müsse stattdessen eine gemeinsame „irakische Nationalität“ sein. 2011 besuchte Erdogan den Irak erneut.
Im Jahr 2015 wurden türkische Diplomaten in Mossul während des Bürgerkrieges im Irak 2013–2017 vom Islamischen Staat entführt. Die Diplomaten wurden gerettet und das Konsulat nach der Niederlage des IS wiedereröffnet. Die Türkei gehörte zu den Staaten, die sich der Internationalen Allianz gegen den Islamischen Staat anschlossen und den Irak dabei unterstützten, die Terrorgruppe niederzuringen.
Im April 2024 wurde bei dem dritten Staatsbesuch von Präsident Erdogan im Irak eine Vertiefung der bilateralen Beziehungen vereinbart, welche durch verschiedene Streitpunkte davor angespannt waren. Dafür wurden Partnerschaften und Abkommen in den Bereichen Wirtschaft, Landwirtschaft, Technologie, Energie, Medien und Wasserversorgung geschlossen. Als Entgegenkommen gegenüber der Türkei verkündete der Irak eine verstärkte Kooperation gegen die PKK und sprach ein Verbot gegen die Organisation aus. Die Türkei darf für ihren Kampf gegen die PKK auch Soldaten auf irakischem Staatsgebiet stationieren.

## Streitigkeiten

### Präsenz türkischer Streitkräfte im Irak

Gebiete in grüner Farbe sind von türkischen Streitkräften besetzt (2023)

Die Türkei ist immer wieder unilateral gegen die Präsenz der PKK auf irakischem Staatsgebiet vorgegangen. Während die Türkei die Peschmerga der Autonomen Region Kurdistan toleriert, sieht sie die PKK-Präsenz im Nordirak als große Bedrohung an. Die Türkei führte zwischen 1983 und 2008 24 Militäroperationen im Irak durch. Ab 2019 begann eine Reihe von neuen Großoffensiven gegen die PKK. Die Türkei kontrolliert und besetzt Gebiete im Nordirak, die als Sicherheitszone ein Eindringen der PKK auf türkisches Staatsgebiet verhindern sollen. Die anhaltenden türkischen Angriffe auf PKK-Basen im Irak und die Errichtung von türkischen Militärbasen im Nordirak wurden von irakischen Regierungen als Verletzung ihrer staatlichen Souveränität verurteilt. Auf dem Gebiet des Iraks betrieb die Türkei 2024 knapp 40 Militärstützpunkte.

### Wassernutzung

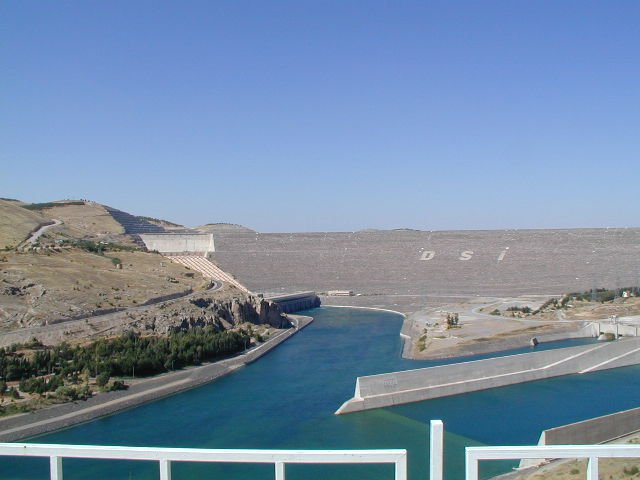
Atatürk-Staudamm am Euphrat

Die Errichtung von Staudämmen durch das Südostanatolien-Projekt der türkischen Regierung gab der Türkei ab den 1970er Jahren eine große Kontrolle über die Wasserversorgung des Iraks und Syriens. 1983 wurde deshalb die Bildung einer gemeinsamen Kommission aller drei Länder beschlossen. Es blieben jedoch Meinungsverschiedenheiten bestehen und 1991 blockierte die Türkei den Euphrat, während des zweiten Golfkriegs. Aufgrund des Wassermangels im Irak hat die Türkei ein Druckmittel, was sie einsetzen kann, um Bagdad zu beeinflussen. 2024 schlossen beide Länder eine Kooperation um „grenzüberschreitende Gewässer gerecht und gleichmäßig zu verteilen und ein Ziel für die effiziente und sinnvolle Nutzung von Wasser festzulegen.“

### Erdölexporte
Die Türkei soll illegal Erdöl aus der Autonomen Region Kurdistan über den Hafen von Ceyhan exportiert haben, wodurch der irakischen Zentralregierung Einnahmen entgingen. Bei diesen irregulären Ölgeschäften sollen auch Familienmitglieder von Staatspräsident Erdogan profitiert haben. Vor dem International Court of Arbitration wurde die Türkei deshalb 2023 dazu verurteilt, 1,4 Milliarden US-Dollar an die irakische Regierung zu zahlen.

## Wirtschaft
Für den Irak gehört die Türkei zu den wichtigsten Handelspartnern. Der bilaterale Warenaustausch hatte 2022 ein Volumen von 15 Milliarden US-Dollar. Davon waren 13,7 Mrd. türkische Exporte in den Irak und 1,3 Mrd. waren türkische Importe aus dem Irak. Der hohe Überschuss ergibt sich daraus, dass die Türkei nur relativ wenig irakisches Erdöl selbst nutzt, jedoch seine industriellen Erzeugnisse in das Nachbarland exportiert. Irakisches Öl wird allerdings über türkisches Staatsgebiet transportiert und über türkische Häfen exportiert. Diese Position hat die Türkei ausgenutzt um z. B. Druck auf die kurdische Regionalregierung auszuüben, welche wirtschaftlich von der Türkei abhängig ist.
Im April 2024, während eines Besuchs des türkischen Präsidenten Erdogan in Bagdad, wurde eine vierseitige Vereinbarung zwischen Irak, Türkei, Katar und den Vereinigten Arabischen Emiraten über die Zusammenarbeit bei der Errichtung von Infrastruktur unterzeichnet. 1200 Kilometer an Eisenbahnschienen und Autobahnen sollen einen geplanten Hafen von al-Faw im Südirak mit der Türkei verbinden, was voraussichtlich 17 Milliarden US-Dollar kosten würde. Dieser soll der größte Hafen im Nahen Osten werden. Es sollen dadurch mindestens 100.000 Arbeitsplätze geschaffen werden. Dieses als Iraq Development Road bezeichnetes Projekt soll bis 2050 fertiggestellt werden und den Irak über die Türkei enger in die Weltwirtschaft integrieren.

## Minderheiten

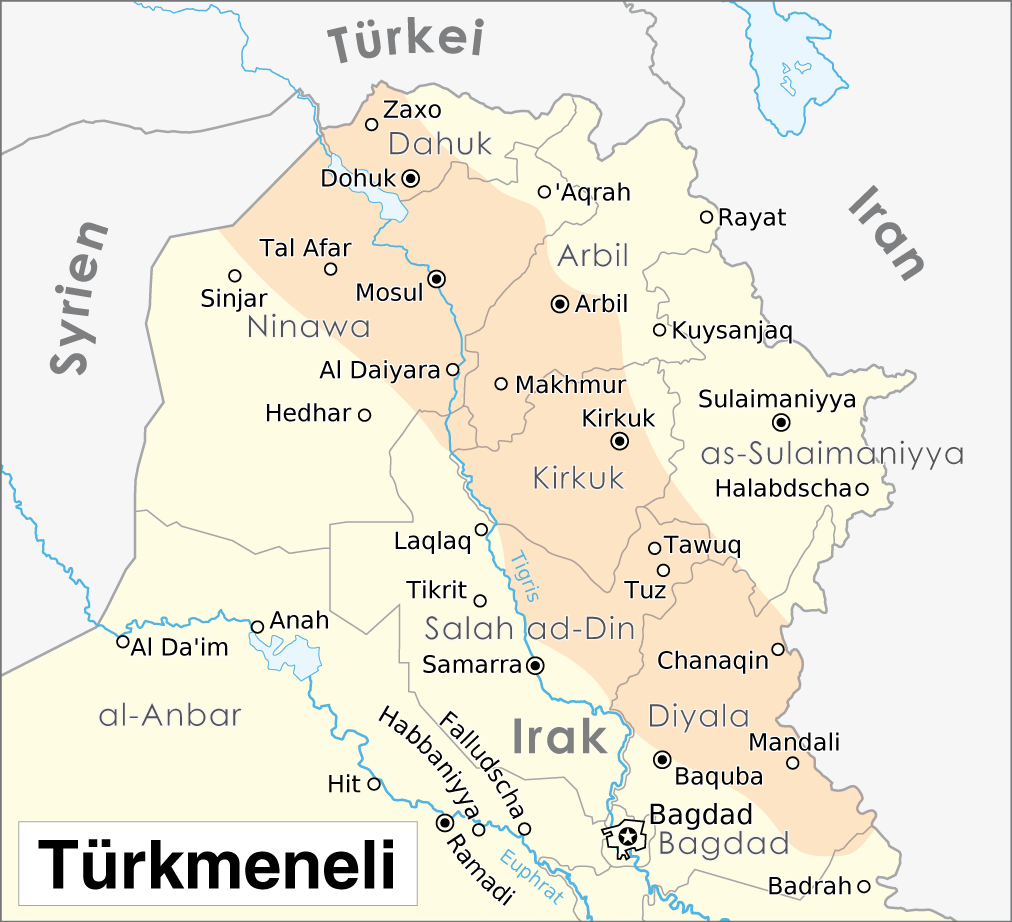
Siedlungsgebiet der irakischen Turkmenen

Die Turkmenen sind eine ethnische Minderheit im Irak, welche knapp 5 bis 10 Prozent der irakischen Bevölkerung ausmacht. Diese Volksgruppe spricht einen eigenen türkisch-irakischen Dialekt und ihr Siedlungsgebiet im Nordirak um Mossul und Kirkuk ist als Türkmeneli („Land der Turkmenen“) bekannt. Die Situation der türkischen Minderheit ist ein wichtiges Anliegen für die türkische Regierung.
In der Türkei leben mehrere Millionen Araber als ethnische Minderheit, von denen einige familiäre Verbindungen in den Irak unterhalten. Durch die verschiedenen Kriege im Irak kam es immer wieder zu Flüchtlingsbewegungen von Irakern in die Türkei, zuletzt durch den Aufstieg des IS in den 2010er Jahren. Einige dieser Flüchtlinge verblieben dauerhaft im Land.